# 동경 7도
동경 7도(東經7度)는 본초 자오선에서 동쪽으로 7도 떨어진 경선이다. 북극점에서 시작하여 북극해, 유럽, 아프리카, 대서양, 남극해, 남극을 거쳐 남극점에 이른다.
동경 7도는 서경 173도와 이어져 지구의 둘레를 이룬다.

북극점에서 남극점까지 동경 7도선은 다음 지역을 지나간다.
| 좌표                                                | 나라, 지역, 해역 | 주석                                                                                            |
| --------------------------------------------------- | ---------------- | ----------------------------------------------------------------------------------------------- |
| 북위 90° 0′ 동경 7° 0′  / 북위 90.000° 동경 7.000°  | 북극해           |                                                                                                 |
| 북위 81° 15′ 동경 7° 0′  / 북위 81.250° 동경 7.000° | 대서양           |                                                                                                 |
| 북위 62° 57′ 동경 7° 0′  / 북위 62.950° 동경 7.000° | 노르웨이         | 뫼레오그롬스달주의 프레나에서 시작하여 베스트아그데르주의 린디스네스에서 끝난다.                |
| 북위 58° 1′ 동경 7° 0′  / 북위 58.017° 동경 7.000°  | 북해             |                                                                                                 |
| 북위 53° 41′ 동경 7° 0′  / 북위 53.683° 동경 7.000° | 독일             | 위스트 섬                                                                                       |
| 북위 53° 40′ 동경 7° 0′  / 북위 53.667° 동경 7.000° | 바덴해           |                                                                                                 |
| 북위 53° 19′ 동경 7° 0′  / 북위 53.317° 동경 7.000° | 네덜란드         |                                                                                                 |
| 북위 52° 38′ 동경 7° 0′  / 북위 52.633° 동경 7.000° | 독일             |                                                                                                 |
| 북위 52° 28′ 동경 7° 0′  / 북위 52.467° 동경 7.000° | 네덜란드         |                                                                                                 |
| 북위 52° 14′ 동경 7° 0′  / 북위 52.233° 동경 7.000° | 독일             |                                                                                                 |
| 북위 49° 11′ 동경 7° 0′  / 북위 49.183° 동경 7.000° | 프랑스           |                                                                                                 |
| 북위 47° 30′ 동경 7° 0′  / 북위 47.500° 동경 7.000° | 스위스           | 14km 정도                                                                                       |
| 북위 47° 22′ 동경 7° 0′  / 북위 47.367° 동경 7.000° | 프랑스           | 8km 정도                                                                                        |
| 북위 47° 18′ 동경 7° 0′  / 북위 47.300° 동경 7.000° | 스위스           |                                                                                                 |
| 북위 46° 1′ 동경 7° 0′  / 북위 46.017° 동경 7.000°  | 프랑스           | 14km 정도                                                                                       |
| 북위 45° 53′ 동경 7° 0′  / 북위 45.883° 동경 7.000° | 이탈리아         |                                                                                                 |
| 북위 45° 32′ 동경 7° 0′  / 북위 45.533° 동경 7.000° | 프랑스           |                                                                                                 |
| 북위 45° 13′ 동경 7° 0′  / 북위 45.217° 동경 7.000° | 이탈리아         |                                                                                                 |
| 북위 44° 15′ 동경 7° 0′  / 북위 44.250° 동경 7.000° | 프랑스           |                                                                                                 |
| 북위 44° 42′ 동경 7° 0′  / 북위 44.700° 동경 7.000° | 이탈리아         |                                                                                                 |
| 북위 44° 15′ 동경 7° 0′  / 북위 44.250° 동경 7.000° | 프랑스           |                                                                                                 |
| 북위 43° 33′ 동경 7° 0′  / 북위 43.550° 동경 7.000° | 지중해           |                                                                                                 |
| 북위 36° 54′ 동경 7° 0′  / 북위 36.900° 동경 7.000° | 알제리           |                                                                                                 |
| 북위 20° 29′ 동경 7° 0′  / 북위 20.483° 동경 7.000° | 니제르           |                                                                                                 |
| 북위 12° 59′ 동경 7° 0′  / 북위 12.983° 동경 7.000° | 나이지리아       |                                                                                                 |
| 북위 4° 23′ 동경 7° 0′  / 북위 4.383° 동경 7.000°   | 대서양           | 상투메 프린시페 프린시페 섬의 바로 서쪽을 지나감 상투메 프린시페 상투메 섬의 바로 동쪽을 지나감 |
| 남위 60° 0′ 동경 7° 0′  / 남위 60.000° 동경 7.000°  | 남극해           |                                                                                                 |
| 남위 69° 53′ 동경 7° 0′  / 남위 69.883° 동경 7.000° | 남극             | 퀸모드랜드, 노르웨이가 영유권을 주장한다.                                                       |

## 같이 보기
- 동경 6도
- 동경 8도